# Maskinongé (regionale Grafschaftsgemeinde)
Maskinongé ist eine regionale Grafschaftsgemeinde (französisch municipalité régionale du comté, MRC) in der kanadischen Provinz Québec.
Sie liegt in der Verwaltungsregion Mauricie und besteht aus 17 untergeordneten Verwaltungseinheiten (eine Stadt, neun Gemeinden und sieben Sprengel). Die MRC wurde am 1. Januar 1982 gegründet. Der Hauptort ist Louiseville. Die Einwohnerzahl beträgt 36.316 (Stand: 2016) und die Fläche 2.384,76 km², was einer Bevölkerungsdichte von 15,2 Einwohnern je km² entspricht.

## Gliederung
Stadt (ville)
- Louiseville

Gemeinde (municipalité)
- Charette
- Maskinongé
- Sainte-Angèle-de-Prémont
- Saint-Boniface
- Saint-Édouard-de-Maskinongé
- Saint-Élie-de-Caxton
- Saint-Mathieu-du-Parc
- Saint-Paulin
- Yamachiche

Sprengel (municipalité de paroisse)
- Saint-Alexis-des-Monts
- Saint-Barnabé
- Saint-Étienne-des-Grès
- Saint-Justin
- Saint-Léon-le-Grand
- Saint-Sévère
- Sainte-Ursule

## Angrenzende MRC und vergleichbare Gebiete
- Mékinac
- Shawinigan
- Les Chenaux
- Trois-Rivières
- Nicolet-Yamaska
- D’Autray
- Matawinie